# Nick LaRocca
Dominic James "Nick" LaRocca, född 11 april 1889 i New Orleans, Louisiana, död 22 februari 1961 i New Orleans, Louisiana, var en amerikansk jazzkornettist och orkesterledare.
LaRocca, som var son till en skomakare och amatörkornettist från Sicilien, började spela kornett tidigt och framträdde professionellt från cirka 1905. 1908 bildade han sin första egna orkester. 1916 engagerades han av trumslagaren Johnny Stein till en kvintett som fått engagemang i Chicago. LaRocca skulle med tiden komma att ta över orkestern, vilken blev känd som Original Dixieland Jazz Band, och vilken den 7 mars 1917 spelade in vad som allmänt räknas som världens första jazzskiva. LaRocca ledde detta band (med varierande sättning) fram till 1925 då han efter ett nervöst sammanbrott återvände till New Orleans och under några år i stället arbetade som egen företagare. 
1936 återvände LaRocca till musiken med ett återupplivat Original Dixieland Jazz Band bestående dels av den ursprungliga kvintetten, dels ett omgivande storband, och uppträdde med detta till 1938. Därefter drog han sig åter tillbaka till affärsverksamhet i hemstaden. På äldre dagar var han på grund av hjärtproblem förhindrad att längre spela kornett.
LaRoccas eftermäle är inte alltför gott. Han anses ha varit en medelmåttig musiker och en aggressiv skrytpelle. Det är dock ingen tvekan om att det var hans känsla för affärer och marknadsföring som gjorde Original Dixieland Jazz Band till den enorma succé orkestern blev, och många av de melodier han komponerade för bandet har blivit bestående klassiker inom jazzrepertoaren. LaRocca var också en viktig musikalisk influens för den unge Bix Beiderbecke.